# Regresso ao Amor
The Good House (bra/prt: Regresso ao Amor) é um filme americano de comédia dramática lançado em 2022 e dirigido por Maya Forbes e Wally Wolodarsky. O roteiro foi escrito por Thomas Bezucha em colaboração com os diretores e baseado no romance homônimo de Ann Leary.
Este é o último filme da Amblin Partners a ser produzido em parceria com a Participant para conteúdos de justiça social. No entanto, essa parceria chegou ao fim em 30 de novembro de 2020, quando a Participant rescindiu sua participação acionária na Amblin Partners e encerrou seu relacionamento com a empresa.

## Elenco
- Sigourney Weaver como Hildy Good
- Kevin Kline como Frank Getchell
- Morena Baccarin como Rebecca McAllister
- Rob Delaney como Peter Newbold
- Beverly D'Angelo como Mamie Lang
- David Rasche como Scott Good
- Rebecca Henderson como Tess Good
- Molly Brown como Emily Good
- Kelly AuCoin como Brian McAllister
- Kathryn Erbe como Wendy Heatherton
- Paul Guilfoyle como Henry Barlow

## Produção
As filmagens do projeto tiveram início no Canadá em 23 de setembro de 2019, com Maya Forbes e Wally Wolodarsky como diretores e roteiristas. O elenco foi anunciado com as estrelas Sigourney Weaver e Kevin Kline, bem como Morena Baccarin, Rob Delaney, Beverly D'Angelo, David Rasche e Rebecca Henderson, que se juntaram ao projeto no mês seguinte. Em 5 de novembro de 2019, Kelly AuCoin e Kathryn Erbe foram adicionados ao elenco.

## Lançamento
O filme teve sua estreia mundial no Festival Internacional de Cinema de Toronto em 15 de setembro de 2021. Originalmente, a Universal Pictures estava programada para distribuir nos Estados Unidos e em alguns outros territórios internacionais, mas os direitos do filme nos Estados Unidos foram posteriormente colocados à venda. Em 13 de junho de 2022, dias antes da estreia do filme no Tribeca Film Festival em 18 de junho, a Lionsgate e a Roadside Attractions adquiriram os direitos norte-americanos do filme. Após a estreia do filme em Tribeca, ele foi lançado em 30 de setembro do mesmo ano.

## Recepção
"Regresso ao Amor" possui uma aprovação de 72% no site pelo Rotten Tomatoes, com base em 79 análises, tendo uma média de 6,1/10. Os críticos concordam que "Regresso Ao Amor" tem algumas falhas, mas com performances sólidas de Kevin Kline e Sigourney Weaver, o filme se destaca como uma boa opção para o público. No Metacritic, que utiliza uma média ponderada, o filme recebeu uma pontuação de 62 em 100 com base em 16 críticas, o que indica uma recepção positiva por parte dos críticos.